# By the Way, I Forgive You
By the Way, I Forgive You es el sexto álbum de estudio de la cantante estadounidense Brandi Carlile. Se lanzó el 16 de febrero de 2018, por Elektra Records. «The Joke» se estrenó como sencillo principal El álbum fue coproducido por Dave Cobb y Shooter Jennings. La carátula del álbum es una pintura original de Scott Avett. El álbum ganó un Premio Grammy al Mejor Álbum Americana en 2019, y fue nominado para Álbum del Año.

## Promoción

### Sencillos
El sencillo principal del álbum «The Joke»  se estrenó el 13 de noviembre de 2017. Sobre la canción, Carlile dijo: «Hay tanta gente que se siente mal representada [hoy] ... tanta gente que no se siente amada. marginados y forzados a este tipo de formas incómodas de masculinidad a las que pertenecen o no pertenecen ... tantos hombres y niños son trans o discapacitados o tímidos. Niñas que se entusiasmaron tanto por las últimas elecciones y están lidiando con las consecuencias. La canción es solo para personas que se sienten sobrepresentadas, no amadas o ilegales».  El video musical oficial de la canción se lanzó el 16 de febrero de 2018. El expresidente de Estados Unidos, Barack Obama llamó la pista como una de sus favoritas de 2017.  Alcanzó el número cuatro en Adult alternative songs y el número cuarenta y tres en Billboard Rock Songs.
Un remix de «Party of One» con el cantante y compositor británico Sam Smith se estrenó como el segundo sencillo el 17 de octubre de 2018. Tras su lanzamiento, se anunció que una parte de las ganancias de la canción se beneficiaría a Children In Conflict, una organización sin fines de lucro que ayuda a los niños afectados por la guerra. Alcanzó el número treinta y cinco en la lista Rock Songs.

## Lista de canciones
| N.º   | Título                        | Escritor(es)                                   | Duración |  |
| 1.    | «Every Time I Hear That Song» | Brandi Carlile, Phil Hanseroth y Tim Hanseroth | 4:01     |  |
| 2.    | «The Joke»                    | Carlile, Hanseroth, Hanseroth y Dave Cobb      | 4:39     |  |
| 3.    | «Hold Out Your Hand»          | Carlile, Hanseroth y Hanseroth                 | 4:22     |  |
| 4.    | «The Mother»                  | Carlile, Hanseroth y Hanseroth                 | 3:17     |  |
| 5.    | «Whatever You Do»             | Carlile, Hanseroth y Hanseroth                 | 4:07     |  |
| 6.    | «Fulton County Jane Doe»      | Carlile, Hanseroth y Hanseroth                 | 4:43     |  |
| 7.    | «Sugartooth»                  | Carlile, Hanseroth y Hanseroth                 | 4:28     |  |
| 8.    | «Most of All»                 | Carlile, Hanseroth y Hanseroth                 | 3:51     |  |
| 9.    | «Harder to Forgive»           | Carlile, Hanseroth y Hanseroth                 | 4:06     |  |
| 10.   | «Party of One»                | Carlile, Hanseroth y Hanseroth                 | 5:47     |  |
| 43:25 |                               |                                                |          |  |

## Posicionamiento en listas
| Listas (2018)                       | Mejor posición |
| ----------------------------------- | -------------- |
| Canadá (Billboard)                  | 27             |
| Estados Unidos (Billboard 200)      | 5              |
| Estados Unidos Folk (Billboard)     | 1              |
| Estados Unidos Top Rock (Billboard) | 1              |
| Suiza (Schweizer Hitparade)         | 13             |

## Premios y nominaciones
| Año  | Premiación                      | Categoría                     | Trabajo nominado          | Resultado |
| ---- | ------------------------------- | ----------------------------- | ------------------------- | --------- |
| 2018 | Americana Music Honors & Awards | Canción del año               | «The Joke»                | Nominada  |
| 2018 | Americana Music Honors & Awards | Álbum del año                 | By the Way, I Forgive You | Nominada  |
| 2018 | UK Americana Awards             | Álbum internacional del año   | By the Way, I Forgive You | Nominada  |
| 2018 | UK Americana Awards             | Canción internacional del año | «The Joke»                | Ganadora  |
| 2019 | Grammy Awards                   | Álbum del año                 | By the Way, I Forgive You | Nominada  |
| 2019 | Grammy Awards                   | Mejor álbum Americano         | By the Way, I Forgive You | Ganadora  |
| 2019 | Grammy Awards                   | Grabación del año             | «The Joke»                | Nominada  |
| 2019 | Grammy Awards                   | Canción del año               | «The Joke»                | Nominada  |
| 2019 | Grammy Awards                   | Mejor canción Americana       | «The Joke»                | Ganadora  |
| 2019 | Grammy Awards                   | Mejor presentación Americana  | «The Joke»                | Ganadora  |